# The Kane Files: Life of Trial
The Kane Files: Life of Trial è un film del 2010 diretto da Benjamin Gourley.

## Trama
Scott Kane è un uomo dal passato problematico che sta cercando di vivere una vita pulita.
Quando il figlio si ammala Scott trova come unica possibilità di salvarlo quella di rivolgersi al malavitoso Daniel Morgan. 
Morgan finge di offrirgli il suo aiuto ma contemporaneamente cerca di incastrarlo grazie ad un poliziotto corrotto, Jace Olsen.
Con l'FBI e la polizia alle costole Scott deve riuscire a salvare se stesso e la sua famiglia.